# Sonate K. 431
La sonate K. 431 (F.377/L.83) en sol majeur est une œuvre pour clavier du compositeur italien Domenico Scarlatti.

## Présentation
La sonate en sol majeur K. 431, notée Allegro, est la plus courte du corpus, avec ses seize mesures, subdivisée en deux sections avec reprises et constituée de quatre phrases de quatre mesures. Les manuscrits semblent cependant la rapprocher des deux sonates suivantes aux formes de plus en plus complexes, formant un triptyque avec les K. 432 (une toccata) et 433 (une gigue). Dans les sources, cette sonate côtoie les sonates les plus développées, notamment la K. 402.

## Manuscrits
Les manuscrits principaux sont le numéro 14 du volume X de Venise (1755), copié pour Maria Barbara, et Parme XII 2.

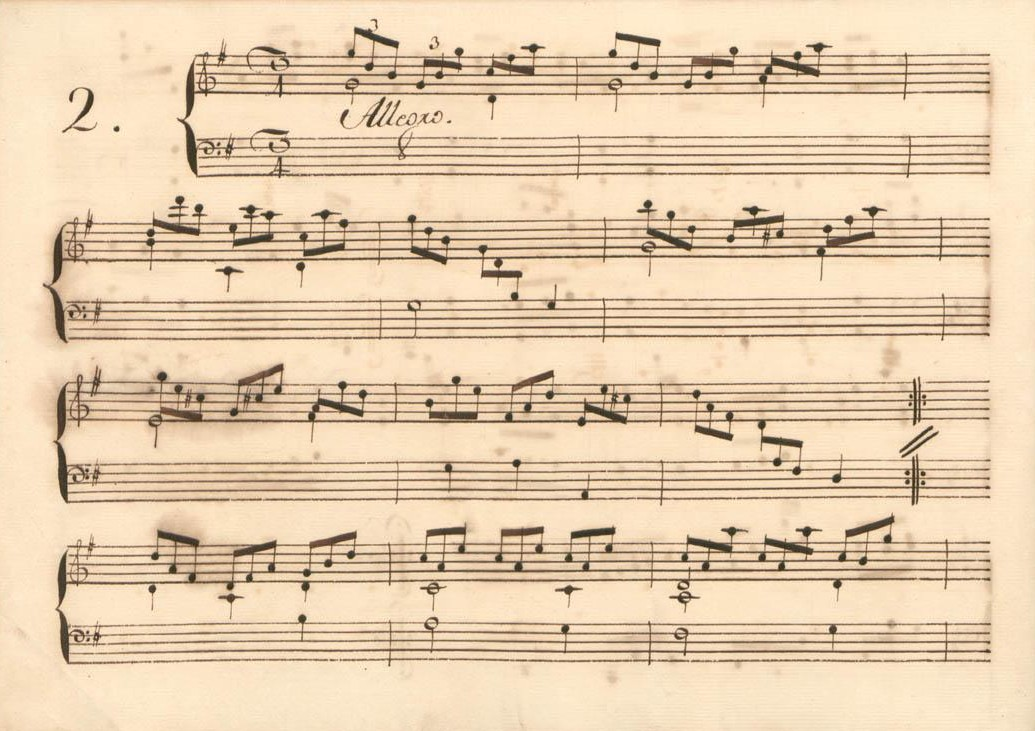
Parme XII 2 (début).
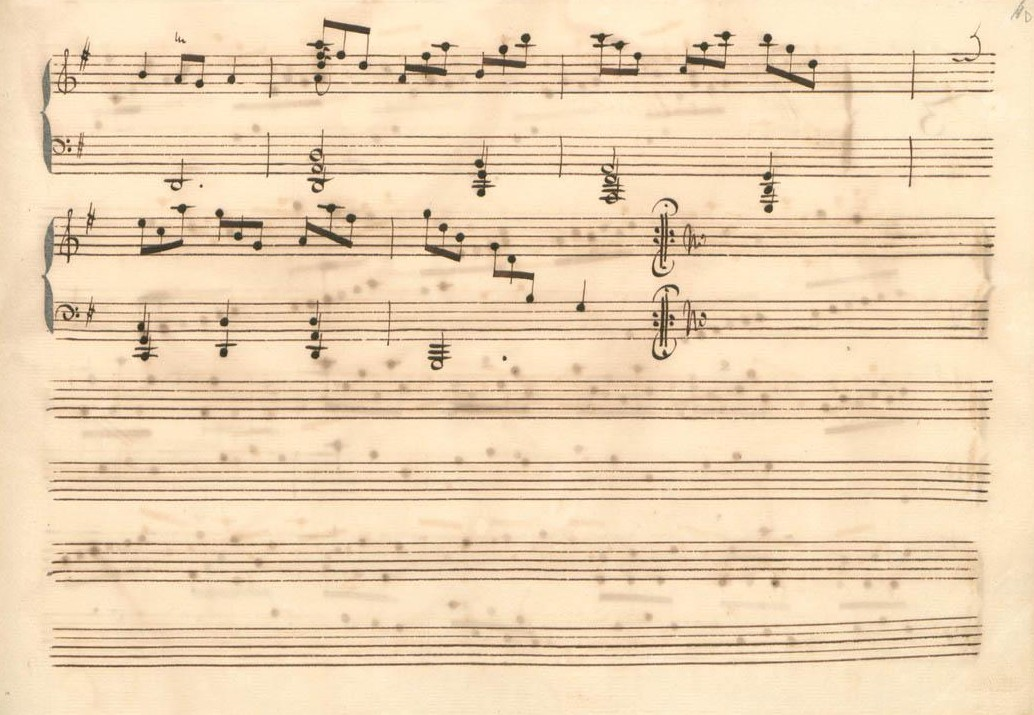
Parme XII 2 (fin).
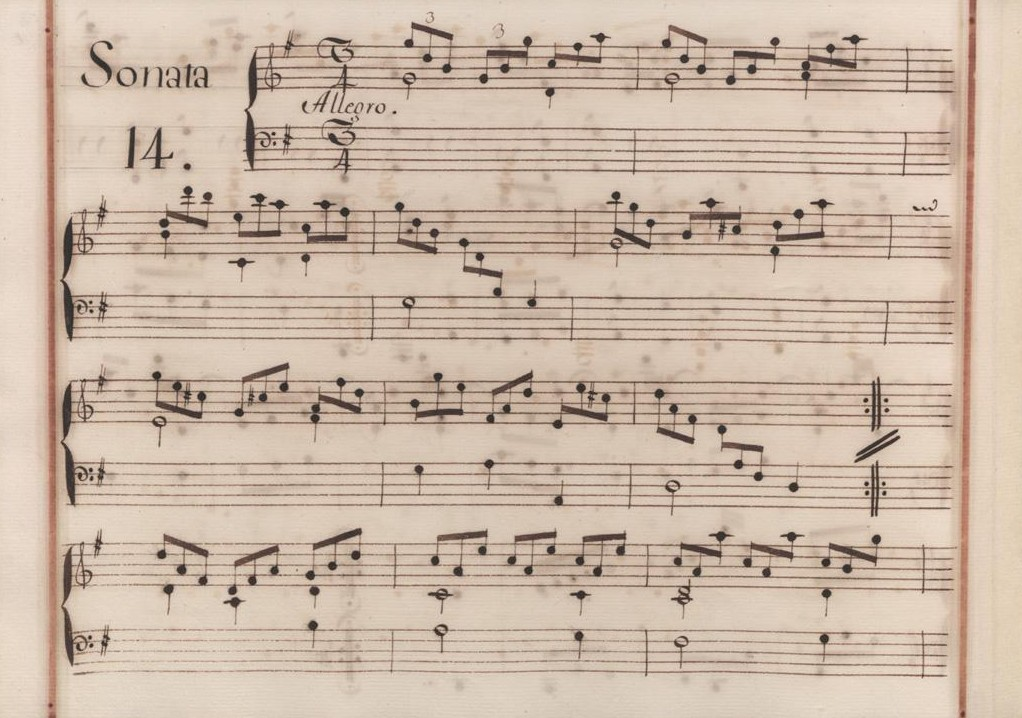
Venise X 14.

## Interprètes
Les interprètes de la sonate K. 431 sont peu nombreux. Au piano, citons Alexandre Tharaud (2011), Carlo Grante (2013, Music & Arts, vol. 5), Sonia Rubinsky (2016, Arabesque), Christian Ihle Hadland (2018, Simax), Artem Yasynskyy (2018, Naxos vol. 20) et Lucas Debargue (2018, Sony) ; au clavecin, Scott Ross (Erato, 1985) et Richard Lester (2003, Nimbus, vol. 4).

## Sources
: document utilisé comme source pour la rédaction de cet article.
- Ralph Kirkpatrick (trad. de l'anglais par Dennis Collins), Domenico Scarlatti, Paris, Lattès, coll. « Musique et Musiciens », 1982 (1re éd. 1953 (en)), 493 p. (OCLC 954954205, BNF 34689181).
- Alain de Chambure, « Domenico Scarlatti : Intégrale des sonates — Scott Ross », Erato (2564-62092-2), 1985 (OCLC 891183737) .